# USP FM
USP FM é uma rádio fundada no dia 11 de outubro de 1977. É uma das primeiras emissoras educativas a ocupar o dial FM da cidade de São Paulo. Sua programação é composta da MPB ao rock, do jazz ao samba, além de ser uma das poucas emissoras que inclui música instrumental. Há espaço também para a música clássica e o blues.
Mantém uma programação jornalística voltada à divulgação das atividades da Universidade, debates e prestação de serviços.

## História
No dia 25 de dezembro de 2004, integra-se à rede a Rádio USP Ribeirão na frequência de 107.9 MHz, com quatro horas de programação local.
Em 2008, desativou-se a USP FM São Carlos que funcionava desde 1982, por término de contrato com a Prefeitura de São Carlos, e seu prefixo 102.1 MHz foi devolvido a Prefeitura, que renomeou-a para Universitária FM.
O professor João Grandino Rodas tomou posse como reitor em 25 de janeiro de 2010 e promoveu mudanças significativas em todo os veículos de comunicação da Universidade de São Paulo, incluindo a Rádio USP. 
Em 22 de março de 2012, estreou o programa “Palavra do Reitor”, veiculado pela Rádio USP, com apresentação do jornalista Milton Parron com produção de Alaíde Rodrigues. Veiculado todas as quintas-feiras, às 8h00. No mesmo ano estreou outros dois programas, que tinham a Universidade como temática principal: “Conheça a USP”, sobre as Unidades de Ensino e Pesquisa que compõem a USP, e “USP Revista”, um espaço de debate sobre assuntos da Universidade.
O professor Marco Antonio Zago toma posse da reitoria da USP, em 25 de janeiro de 2014 e finaliza as mudanças mais radicais da Rádio USP. Em sua gestão nomeou o prof. Eugênio Bucci, como superintendente de Comunicação Social em 13 de agosto de 2015. Como primeiro passo a frente da Comunicação Social tirou do ar os dois radiojornais da emissora que eram veiculados nos horários nobres do rádio. O USP Primeira Edição, um jornal matinal, com uma hora, no formato de notas jornalísticas, entrevistas e reportagens; e o USP Express, jornal vespertino com duas horas, no formato música notícias. Os dois radiojornais tinham 30 anos de transmissão ininterrupta, funcionando mesmo em períodos de greve na Universidade de São Paulo. O último dia de transmissão foi 29 de abril de 2016.

## Prêmios e indicações
- Em 2000 recebeu o prêmio de melhor programação musical, pela Associação Paulista dos Críticos de Arte.
- 2019: ganhou o Troféu São Paulo: Capital Mundial da Gastronomia 2019, na categoria Reportagem Difundida em Emissora de Rádio, pelo programa "Universidade 93,7" [2]

## Ligação externas
- «Sítio oficial»